# Vittorio Feltri
Vittorio Feltri (ur. 25 czerwca 1943 w Bergamo) – włoski dziennikarz prasowy, redaktor naczelny włoskich gazet i czasopism.

## Życiorys
Pracę dziennikarską podjął w wieku 19 lat w lokalnej gazecie „L'Eco di Bergamo”. W latach 70. zatrudniony w popołudniowym wydaniu „Corriere della Sera”. Był redaktorem naczelnym „L'Europeo” (1989) i „L'Indipendente” (1992–1994). W 1994 objął tożsame stanowisko w „il Giornale” wydawanym przez Paola Berlusconiego (współpracownika i brata Silvia Berlusconiego). Zajmował je do 1997, odchodząc po opublikowaniu w tym dzienniku artykułu korzystnego dla prokuratora Antonia Di Pietro. Kierował następnie „Il Borghese” (1998), „Il Quotidiano Nazionale” (1999), założonym przez siebie „Libero” (2000–2009 i 2011), a także ponownie „il Giornale” (2009–2010). Udzielał się także jako publicysta i komentator programów politycznych, m.in. Pensieri e bamba w stacji Odeon24 (2005–2009).
W 2015 ugrupowania Liga Północna i Bracia Włosi ogłosiły jego kandydaturę na urząd prezydenta w zaplanowanych na styczeń tegoż roku wyborach pośrednich. W kolejnych czterech turach głosowania na 1009 elektorów uzyskiwał między 46 a 56 głosów.